# والتر سی تیگل
والتر سی تیگل (انگلیسی: Walter C. Teagle; ۱ مهٔ ۱۸۷۸ – ۹ ژانویهٔ ۱۹۶۲) سیاست‌مدار اهل ایالات متحده آمریکا بود. او رئیس شرکت استاندارد نفت نیوجرسی از سال ۱۹۱۷ تا ۱۹۳۷ و رئیس هیئت مدیره از ۱۹۳۷ تا ۱۹۴۲ بود. او مسئول هدایت استاندارد اویل به خط مقدم صنعت نفت و گسترش چشمگیر حضور این شرکت در حوزه پتروشیمی بود. او به عنوان نایب رئیس باشگاه کورنل نیویورک و در کمیته‌های مختلف خدمت کرد.